# Leo Igwe
Leo Igwe (26 juli 1970) is een Nigeriaanse mensenrechtenverdediger en humanist. Igwe is voormalig West- en Zuid-Afrikaans vertegenwoordiger van de International Humanist and Ethical Union en is gespecialiseerd in het bestrijden en documenteren van de gevolgen van beschuldigingen van kindhekserij. Hij is momenteel bezig met onderzoek naar het onderwerp als promovendus bij de Bayreuther International School of African Studies aan de Universiteit van Bayreuth in Duitsland, na eerder een graduaat in de filosofie te hebben behaald aan de universiteit van Calabar in Nigeria. Igwe's pleidooi voor mensenrechten bracht hem in conflict met uitgesproken hekserij-gelovigen, zoals Liberty Foundation Gospel Ministries, door zijn kritiek op wat hij beschrijft als hun rol in het geweld en kinderverwaarlozing die soms het resultaat zijn van beschuldigingen van hekserij. Om zijn veldwerk voor mensenrechten werd hij al enkele keren gearresteerd in Nigeria. Igwe vervulde een aantal leiderschapsrollen in de Nigeriaanse Humanistische Beweging, in de Atheist Alliance International en in het Center for Inquiry-Nigeria. In 2012 werd Igwe aangesteld als Research Fellow van de James Randi Educational Foundation (JREF). Daar zette hij zich in tegen de schadelijke effecten van het bijgeloof, voor het bevorderen van skepticisme in Afrika en in de rest van de wereld.

## Vroege jaren
Igwe groeide op in het zuidoosten van Nigeria. Hij beschrijft zijn thuis als strikt katholiek te midden van een "zeer bijgelovige gemeenschap" in een interview in de Gold Coast Bulletin. Op twaalfjarige leeftijd ging Igwe naar het seminarie en begon zijn studie voor het katholieke priesterschap. Het conflict tussen de tegenstrijdige opvattingen tussen christelijke theologie en het Nigeriaanse geloof in heksen en tovenaars bracht hem in de war. Na een periode van onderzoek en interne conflicten door twijfels over de rare mix van tribalisme en fundamentalistisch christendom kwam hij tot de conclusie dat deze de ontwikkeling van Afrika tegenhoudt. De 24-jarige Igwe nam ontslag uit het seminarie en verhuisde naar Ibadan.

## Mensenrechtenactivisme
Igwe is Junior Fellow voor de Bayreuth International Graduate School of African Studies, waar zijn project een case study is van hekserijbeschuldiging in Noord-Ghana.
In een artikel in het herfstnummer van 2000 in de driemaandelijkse krant Free Inquiry vermeldde Igwe de verschillende manieren waarop religieuze extremisten in Nigeria de lokale overheid voor hun kar spanden en dat gebruikten om religieuze wetten op te leggen, waardoor het moeilijker wordt om in die gebieden de mensenrechten te handhaven.

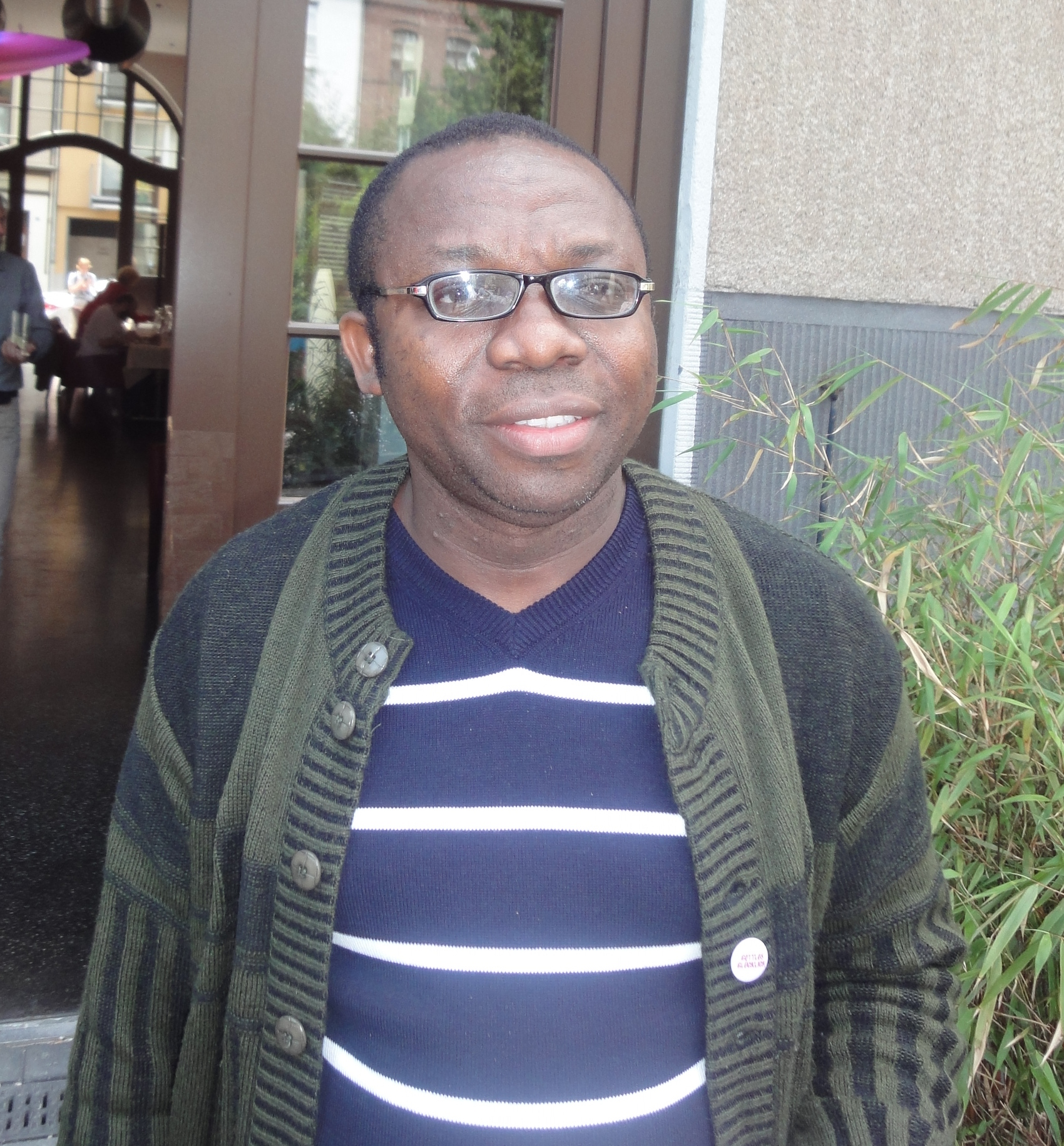
Leo Igwe

Igwe schreef in 2004 dat in zijn eigen land Nigeria hedendaags geloof in hekserij leidt tot mensenoffers en ritueel doden. Vrouwen en kinderen hebben meer kans om beschuldigd te worden van "negatieve" hekserijvaardigheden, terwijl mannen vaker over goedaardiger hekserijvaardigheden zouden beschikken.
In een BBC-documentaire van 2008, Saving Africa's Witch Children, waarin Igwe figureerde, was een van de belangrijkste onderwerpen de heksenjaagster Helen Ukpabio.
De documentaire vermeldde gedetailleerd verschrikkelijke misdaden tegen kinderen beschuldigd van hekserij en ging in 2010 in première als HBO-film. De documentaire volgt de inspanningen van Sam Itauma, een mensenrechtenactivist en oprichter van het Child Rights and Rehabilitation Network (CRARN) dat onderdak en bescherming biedt aan kinderen die mishandeld of verlaten werden, en Gary Foxcroft, die Stepping Stones Nigeria heeft opgericht, een in Engeland geregistreerd goed doel.
In 2009 vertegenwoordigde Igwe de International Humanist and Ethical Union (IHEU) bij de Afrikaanse commissie voor mens en mensenrechten in Banjul, Gambia. Hij kwam er namens de IHEU op tegen kastendiscriminatie in Afrika. In zijn toespraak vroeg Igwe aandacht voor de discriminatie van de Osu, een groep mensen door sommigen gezien als van lagere klasse. Volgens Igwe hebben ze "nog steeds te lijden hebben van discriminatie en worden ze als onwaardig aanzien, vooral dan wat aangaat huwelijk en gezin, recht op eigendom en erfenis, toegang tot gronden, politieke rechten en vertegenwoordiging, opleiding, ontwikkeling en distributie-infrastructuur van de basisvoorzieningen."
Volgens een bericht van de Europese Humanistische Federatie vielen soldaten en politie Igwe's huis binnen "na een fictieve beschuldiging van moord". Die kwam naar verluidt van een man tegen wie Igwe in 2006 een aanklacht probeerde in te dienen wegens een seksueel misdrijf tegen een 10-jarig meisje. Volgens het rapport werd Igwe op basis van kwaadaardige petities drie keer gearresteerd sinds hij begon te werken aan de verkrachtingszaak. David Pollock van de EHF werd gevraagd voor Igwe te pleiten bij de toenmalige Nigeriaanse vicepresident Goodluck Jonathan.
Volgens de EHF werd later in augustus 2010 Igwe's huis en familie aangevallen. Twee onbekende mannen blinddoekten Igwe's vader met als gevolg "uitgebreide verwondingen aan aangezicht en hoofd". Zijn oog moest operatief verwijderd worden. De zaak werd overgenomen door Amnesty International nadat de politie weigerde een onderzoek in te stellen.
Op 11 januari 2011 tijdens een poging om twee kinderen beschuldigd van hekserij in de staat Uyo Akwa in Zuid-Nigeria te redden, werd Igwe ‘opgesloten en geslagen door de politie’. Dit alles was volgens Sahara Reporters New York een poging van gouverneur Godswill Akpabio om "de activisten, betrokken bij de redding van kinderen beschuldigd van hekserij, te muilkorven." Igwe werd later zonder tenlastelegging vrijgelaten volgens Gary Foxcroft van Stepping Stones Nigeria, en met "een ongebroken geest".

### Liberty Gospel Church
Igwe's activisme tegen hekserijbeschuldigingen hield ook lobbyen in voor de handhaving van een wet in Nigeria die verbiedt om kinderen te beschuldigen van hekserij. Dit leidde tot een conflict met de pinkstergroep ‘Liberty Foundation Gospel Ministries’ en met name met pastor Helen Ukpabio. Die werd volgens een artikel in de New York Times door Igwe en anderen bekritiseerd omdat haar uitspraken "bijdroegen aan het martelen of het achterlaten van duizenden Nigeriaanse kinderen – zelfs baby's en peuters – omdat ze heksen en tovenaars zouden zijn."
Op 29 juli 2009 zou Igwe spreken op een bijeenkomst in Calabar "om het achterlaten, martelen en doden van kinderen van wie werd gezegd dat het heksen waren, te veroordelen." Toen hij op het punt stond om zijn toespraak te houden, vielen meer dan 150 mensen van de Liberty Gospel Church de bijeenkomst aan. Igwe werd "geslagen en bestolen, beroofd van zijn camera, geld en mobiele telefoon voordat hij naar een nabijgelegen politiebureau kon ontsnappen om hulp te zoeken." Een aantal feiten werd vastgelegd op film.
Na de aanval stelde leider Helen Ukpabio van Liberty Gospel Church rechtsvervolging in tegen de provinciale overheid en verscheidene critici waaronder Igwe. Zo vroeg een schadeloosstelling van 2 miljard naira (ongeveer 1,3 miljoen dollar USD, 2010) en een 'bevel van eeuwig verbod' op het bekritiseren van haar werk. Deze vraag van Ukpabio werd later onterecht verklaard door rechter P.J. Nneke bij het Federale Hooggerechtshof in Calabar.
In reactie op kritiek van Igwe en andere activisten vertelde Ukpabio aan New York Times-verslaggever Mark Oppenheimer dat "haar filmische voorstellingen van bezeten kinderen die bij maanlicht samenkomen om menselijk vlees te verslinden" (zoals te zien in haar film End of the Wicked) niet letterlijk moesten worden genomen. De BBC-documentaire Saving Africa's Witch Children zou overdreven zijn en het probleem van kinderverwaarlozing verzonnen. Op de vraag van Oppenheimer hoe ze daar zo zeker van kon zijn, zei ze: "Omdat ik een Afrikaanse ben!" In Afrika, zei ze, zijn "familiebanden te sterk om een kind op straat achter te laten."

## Scepticisme

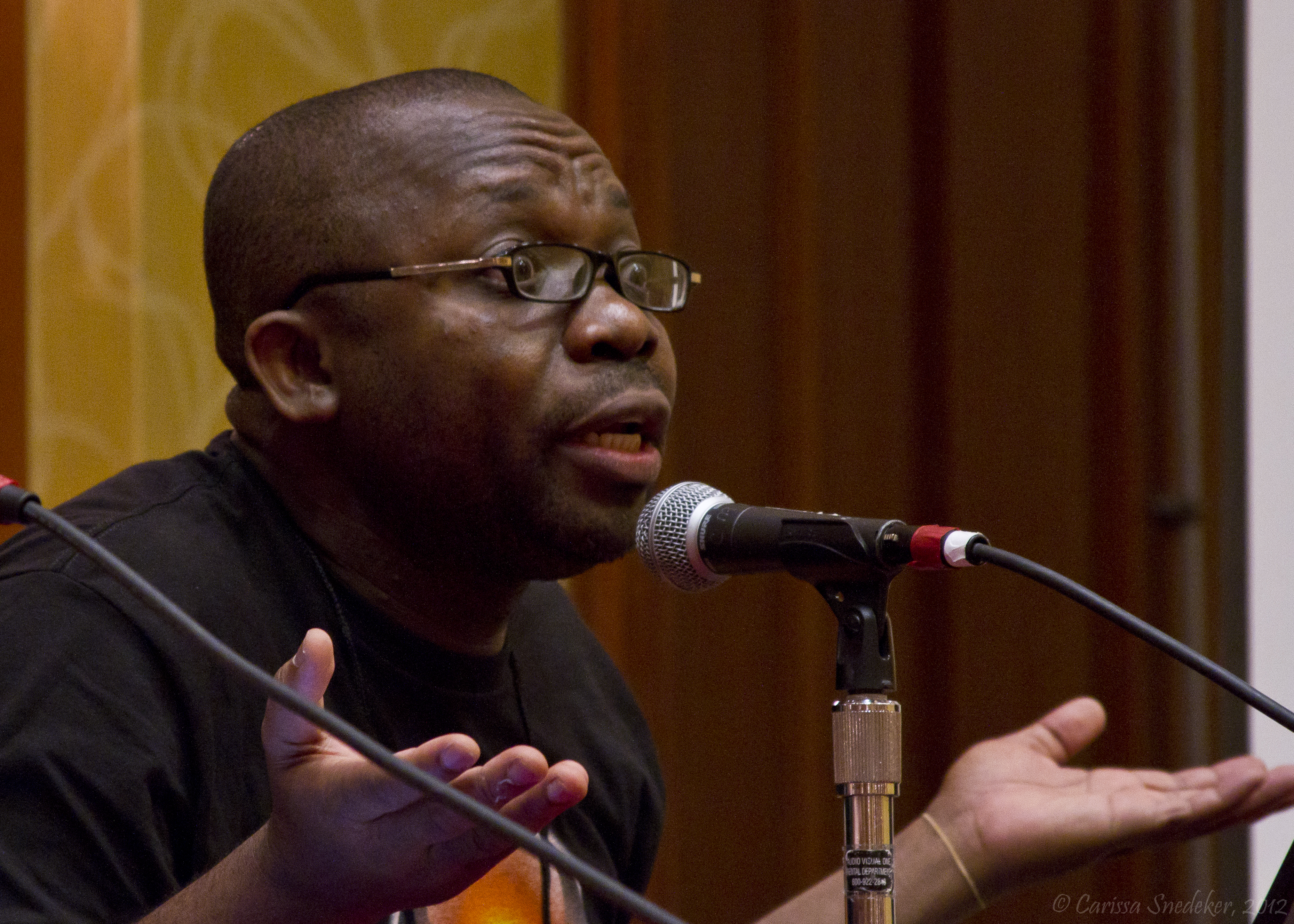
Leo Igwe op TAM2012

Igwe's rol als coördinator van de Nigeriaanse Humanistische Beweging (NHM) leidde tot het behalen van de Freidenker's Award voor zijn "uitstekende bijdrage aan het wereldatheïsme" tijdens de Stars of Freethought Convention van 2005, georganiseerd door Atheist Alliance International en Atheists United. Naast de oprichting van de NHM was Igwe in 2007 ook de voornaamste organisator en presentator van de eerste internationale humanistische conferentie in Sub-Saharisch Afrika.
Igwe was ook bij de raad van bestuur van Atheist Alliance International, waar hij de samenwerking bevorderde tussen de AAI en de Nigeriaanse Humanistische Beweging, met als gevolg dat de NHM zowel de AAI International Award en de AAI Freidenker Community Cooperation Award ontving.
In juni 2009 werd Igwe als directeur van het Center for Inquiry-Nigeria geïnterviewd op de BBC World Service over de inspanningen van het centrum om het bewustzijn te verhogen over geweld en verwaarlozing als gevolg van geloof in hekserij, zowel in naam van de praktijk (?) en als gevolg van de angst voor magie.
In 2012 schreef Igwe een Manifest voor een Sceptisch Afrika, dat geprezen werd door meerdere publieke activisten in Afrika en door sceptici uit de hele wereld.
Igwe presenteerde op het Zesde Wereldcongres van Skeptici (18-20 mei 2012) in Berlijn een poster met grafische verslagen van de beproevingen waarmee hij en veel van zijn medestanders in Afrika kregen af te rekenen om hun protest tegen de vervolging en het doden van kinderen en minderheden en de mislukkingen van de rechtshandhaving en religieuze leiders om dergelijke wreedheden aan te pakken.

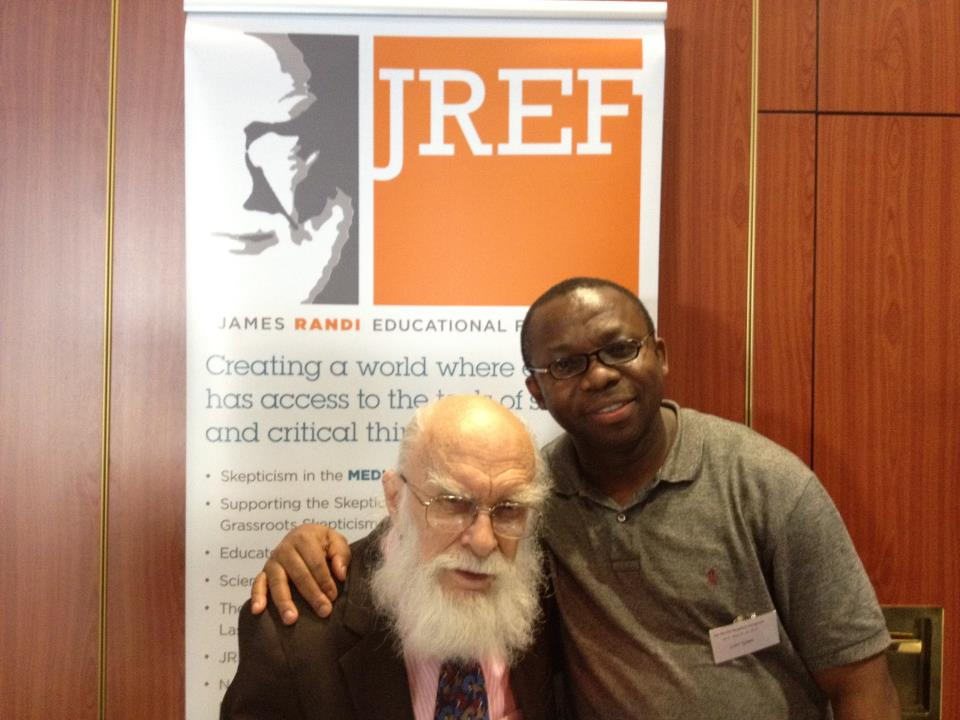
Leo Igwe met James Randi.

Op 12 juli 2012 nam Igwe deel aan een panelgesprek op The Amaz!ng Meeting (TAM) in 2012, "Van heksenverbranding tot God-mannen: ondersteuning van scepticisme over de hele wereld." Igwe's toespraak ging over hoe armoede de vraag naar en het aanbod van zelfbenoemde exorcisten aanzwengelt. Zij parasiteren op wanhopige gemeenschappen en dit leidt tot het achterlaten of verwaarlozen van kinderen. Samen met panellid Eran Segev (de toenmalige president van de Australische Skeptici) en moderator Brian Thompson (Outreach Directeur, JREF) besprak Igwe zijn inspanningen voor de mensenrechten en de schadelijke effecten van bijgeloof en hekserijbeschuldigingen in Nigeria, Ghana en Malawi, maar ze vestigden ook de aandacht op de activiteiten van de heksenjagers.
In oktober 2012 werd Igwe aangesteld als Research Fellow van de James Randi Educational Foundation (JREF), een sceptische non-profitorganisatie opgericht door goochelaar en skepticus James Randi. Randi zei over de benoeming: "Wij bij de JREF zijn trots op om met de heer Leo Igwe samen te werken aan het bestrijden van dodelijke misinformatie in Afrika en in de hele wereld." Hij voegde eraan toe dat de missie van JREF "perfect past bij het zeer belangrijke werk van de heer Igwe."